# Pier Giulio Magistretti
Pier Giulio Magistretti (1891 – Milano, 15 febbraio 1945) è stato un architetto italiano.

## Biografia
Fu attivo principalmente in Lombardia fra gli anni '20 e gli anni '30 ed aderì alla corrente del Novecento. Operò sia nel settore pubblico che in quello privato. Fra le sue opere il Palazzo dell'Arengario a Milano, al cui progetto collaborarono anche Piero Portaluppi, Giovanni Muzio ed Enrico Agostino Griffini.
Suo figlio Vico Magistretti, che cominciò a lavorare solo dopo la sua morte, divenne in seguito uno dei più importanti designer italiani.

## Opere principali
- 1915-27 Facoltà di Scienze in via Saldini 50 a Milano, attualmente sede del Dipartimento di Matematica dell'Università Statale
- Facciata della chiesa di San Domenico a Legnano[3]
- 1925 Palazzo in Piazza Duse n.3 a Milano[4]
- 1926-1935 Galleria del Corso a Milano
- 1927-1930 Palazzo Bolchini a Milano[5]
- 1937 Palazzo dell'Arengario a Milano